# Staatspräsident der Volksrepublik China
Der Staatspräsident der Volksrepublik China (chinesisch 中華人民共和國主席 / 中华人民共和国主席, Pinyin Zhōnghuá Rénmín Gònghéguó Zhǔxí, englisch Chinese People's Republic Chairperson; bis 1982 Chairman of the Chinese People Republic) ist das Staatsoberhaupt der Volksrepublik China. Er hat eigentlich eine repräsentative Funktion, allerdings gab es in der Geschichte der Volksrepublik China Staatspräsidenten, die in Personalunion auch Generalsekretär der Kommunistischen Partei waren, wodurch sie zu zentralen Machtfiguren wurden. Im Falle beispielsweise Mao Zedongs oder des amtierenden Staatspräsidenten Xi Jinping, welche die Führung aller drei Säulen des politischen Systems der Volksrepublik China (Partei, Regierung, Streitkräfte) auf sich vereinen, wird der inoffizielle Titel „Überragender Führer“ (chinesisch 中華人民共和國最高領導人, Pinyin Zhōnghuá Rénmín Gònghéguó Zuìgāo lǐngdǎo rén) verwendet.

## Qualifikation
Gemäß der Verfassung der Volksrepublik China muss der Staatspräsident ein chinesischer Bürger mit vollem Wahlrecht und im Alter von mindestens 45 Jahren sein.

## Wahl und Amtszeit
Der Staatspräsident und sein Vizepräsident werden vom Nationalen Volkskongress gewählt. Seine Amtszeit entspricht der des Volkskongresses von fünf Jahren und ist seit dem 11. März 2018 durch eine Entscheidung des Nationalen Volkskongresses nicht mehr auf zwei aufeinanderfolgende Wahlperioden begrenzt. Diese Änderung hat Xi Jinping eine Amtszeit über das Jahr 2023 hinaus ermöglicht. Für die Wahl ist eine einfache Mehrheit ausreichend. Für diese Verfassungsänderung stimmten 2.958 Volkskongress-Delegierte (99,8 %). Zwei Delegierte stimmten gegen das Vorhaben, drei enthielten sich und eine Stimme war ungültig.

## Befugnisse und Aufgaben
Der Staatspräsident ist dem Nationalen Volkskongress Rechenschaft schuldig. Mit Ausnahme seiner Befugnis Staatsbesuche zu unternehmen, müssen alle seine Entscheidungen durch den Volkskongress ratifiziert werden.
Er setzt mit seiner Unterschrift alle Gesetze, die der Volkskongress verabschiedet hat, in Kraft. Des Weiteren ernennt er den Ministerpräsidenten, den Vizeministerpräsidenten und alle Staatsräte.
Der Staatspräsident hält ein Gnadenbefugnis inne und darf den Ausnahme- und den Kriegszustand verhängen. Er kann die Mobilmachung der Armee erlassen, die Minister und Botschafter ernennen und abberufen. Er ist allerdings nicht Oberbefehlshaber; dies ist der Vorsitzende der Zentralen Militärkommission (aktuell ebenfalls Xi Jinping).

## Geschichte
Das Amt des Staatspräsidenten wurde erstmals mit der Verfassung von 1954 geschaffen und von Mao Zedong besetzt. Nachdem dessen Vize Liu Shaoqi ihn nach einer Amtszeit 1959 ablöste und dann Januar 1965 im Amt bestätigt wurde, enthob Mao im Zuge der Kulturrevolution Liu von seinem Amt. Da sich der Ständige Ausschuss des Nationalen Volkskongresses ab 1966 vertagte, blieb der Posten des Staatspräsidenten vakant und wurde bis 1975 geschäftsführend von Song Qingling und Dong Biwu bekleidet. Der Ausschuss tagte erst 1975 erneut. In einer Novelle der Verfassung wurde das Amt des Staatspräsidenten abgeschafft. Staatsoberhaupt war formal nun der Vorsitzende des Ausschusses. In der dritten Verfassung ab 1978 fehlte das Amt des Staatspräsidenten ebenfalls, allerdings wurde ein kommissarischer Präsident eingesetzt.
Mit der Verfassung, die der 5. Nationale Volkskongress am 4. Dezember 1982 ratifizierte, wurde das Amt des Staatspräsidenten wieder eingeführt. Mit der Amtsübernahme Jiang Zemins 1993, der sowohl Generalsekretär der Kommunistischen Partei Chinas als auch Vorsitzender der Zentralen Militärkommission war, fielen die eigentlich getrennten Positionen auf eine Person. Dies setzte sich auch bei Hu Jintao zwischen 2002 und 2012 und ab 2012 bei Xi Jinping fort.